# Михайло Скиба
Михайло Скиба (* д/н — після 1633) — український військовий діяч, кошовий отаман Запорізької Січі у 1618—1619 роках.

## Життєпис
Про місце та дату народження немає відомостей. На початку 1600-х років був уже шанованим запорозьким козаком. Брав участь у походах гетьмана Петра Сагайдачного 1612—1616 років, зокрема проти Трапезунду, Синопа та Кафи. Втім, про якісь звитяги Михайла Скиби в цих походах нічого невідомо.
Після позбавлення гетьманства Дмитра Барабаша у 1618 році, обирається кошовим отаманом, а гетьманом став Петро Сагайдачний. Скиба, чолюючи безпосередньо запорозькі загони, брав активну участь у поході козаків на допомогу королевичу Владиславу (майбутньому королю Владиславу IV).
Після відходу у 1618 році основних козацьких сил Михайло Скиба зі своїми запорожцями залишився в межах Московщини. Наприкінці того ж року за невідомих обставин потрапив у полон до московських воєвод. Його разом з товаришами заслано до Сибіру, де приписано до томських козаків. Також було змінено ім'я та прізвище — на Міхалку Скибіна.
У Томському острозі (нині місто Томськ) на чолі загону в 70 козаків займався обороною від нападу кочівників — джунгарів. Остання згадка про Михайла Скибу (Скибіна) датується 1633 роком.

## Родина
- Федір Скибін, відносився до тобоських козаків. У 1694—1695 роках першим з московських підданців здійснив подорож до Казахського ханства, де вів перемовини з тамтешнім володарем Теух-ханом. Потім відвідав Хивінське ханства та бухарський емірат. Про свої мандрівки склав Записку (Нарики), що було відправлено до Посольського приказу.